# Академія Пандєва
ФК «Академія Пандєва» (мак. Фудбалски Клуб Академија Пандев) — північномакедонський футбольний клуб з міста Струмиця, заснований у 2010 році. Виступає у Першій лізі. Домашні матчі приймає на стадіоні «Младост», місткістю 9 200 глядачів.
Засновником та власником клубу є видатний македонський футболіст Горан Пандев, ім'я якого він носить.

## Досягнення
- Володар Кубка Македонії (1): 2018-19